# 2014年亞洲運動會七人制橄欖球比賽
2014年亞洲運動會七人制橄欖球比賽於2014年9月30日至10月1日在韓國仁川Namdong Asiad Rugby Field舉行。比賽設男子和女子兩個項目，共有來自16個國家和地區的263名運動員參加。

## 獎牌得主
| 項目          | 金牌 | 银牌 | 铜牌 |
| 男子 （詳細） | 日本 · 细田佳也 · 彦坂匡克 · 桥野皓介 · 丰岛翔平 · 坂井克行 · 山下乐平 · 渡边昌纪 · 羽野一志 · 桑水流裕策 · 雷奇 · 勒梅基 · 拉图拉 | 中国香港 · 卡普 · 高凡戴爾 · 賀廸 · 郭嘉進 · 李卡度 · 麥堅力 · 湯麥堅 · 基夫 · 華路雲 · 禾獲特 · 韋馬克 · 姚錦成                         | 韩国 · 韩坤求 · 尹泰伊 · 金丁闵 · 梁荣训 · 吴延邢 · 金成洙 · 金文敏 · 金炫洙 · 朴万龙 · 金南国 · 丁延锡 · 李龙升 |
| 女子 （詳細） | 中国 · 陈可怡 · 管其仕 · 姜乾乾 · 刘阳 · 陆媛媛 · 孙世超 · 孙婷婷 · 王一桢 · 杨虹 · 杨敏 · 周丽莲 · 于晓明                         | 日本 · 加藤庆子 · 小出深冬 · 中村知春 · 竹内亚弥 · 兼松由香 · 桑井亚乃 · 谷口令子 · 山田怜 · 山口真理惠 · 铃木阳子 · 横尾千里 · 富田纪子 | · Veronika Stepanyuga · Yelena Yevdokimova · Oxana Shadrina · Lyudmila Sapronova · Amina Baratova · Marianna Balashova · Kundyzay Baktybayeva · Anna Yakovleva · Symbat Zhamankulova · Svetlana Klyuchnikova · Liliya Bazyaruk · Nigora Nurmatova |

## 籤表
2014年8月21日舉行抽籤儀式，以確定男女各組。種子隊是根據2010年亞洲運動會決賽排名。

### 男子
| A組 - 日本 - 马来西亚 - 泰國 - 復活賽2 | B組 - 香港 - 中國 - 菲律賓 - 復活賽1 | C組 - 斯里蘭卡 - 中華臺北 - 印度 | 復活賽 - 巴基斯坦 - 黎巴嫩 - 沙烏地阿拉伯 |

### 女子
| A組 - 中國 - 香港 - 马来西亚 | B組 - 泰國 | C組 - 日本 - 新加坡 - 印度 |